# Пелым (река)
Пелы́м (Большо́й Пелы́м) — река в северной части Свердловской области, левый приток реки Тавда (бассейн Оби). Название происходит от мансийского слова Пелым, полум — студёная (река). Четвёртая по протяжённости река Свердловской области. Длина 707 км, площадь бассейна 15 200 км². Среднегодовой расход воды — 100 м³/с.

## География
Берёт начало на восточном склоне Северного Урала в болотах, на высоте 134 м. Исток в 12 км на север—северо-запад от п. Хорпия. Долина в верхнем и среднем течении с покатыми и крутыми склонами высотой 15–45 м и широкой (1–3 км) поймой высотой 5–7 м, покрытой заболоченным лесом. В низовье долина реки выражена слабо, пойма низкая, болотистая, шириной до 10 км, с многочисленными озёрами и протоками.
В среднем течении крупный посёлок Пелым и одноименная станция на ж.д. Ивдель — Приобье. В 13 км ниже д. Шантальская.
Пелым протекает через озеро Пелымский Туман, ниже которого вытекают 2 рукава: Большой Пелым (67 км, на левом берегу д. Ошмарья) и Малый Пелым (42 км). В 7 км выше с. Еремино протоки соединяются, восстанавливая единое русло. В устье располагается деревня Пелым.

## Гидрология
Ширина реки в верхнем течении 10–20 м, ниже места впадения притока Большой Оус 50 м, в низовье от 70 до 130 м. Глубина на плёсах 3–7 м, на перекатах 0,4–1 м. Питание снеговое и дождевое. Среднегодовой расход воды в среднем течении 53 м³/c, в низовье — около 100 м³/сек. Замерзает река в октябре, толщина льда достигает 50–65 см. Вскрывается в конце апреля, половодье по середину июля, начало его резкое, спад плавный. Максимальный расход воды составляет в это время 750 м³/с. Скорость течения в половодье 0,4–0,6 м/с (в верхнем и среднем течении на перекатах до 0,9 м/с), а в межень 0,1–0,3 м/с.

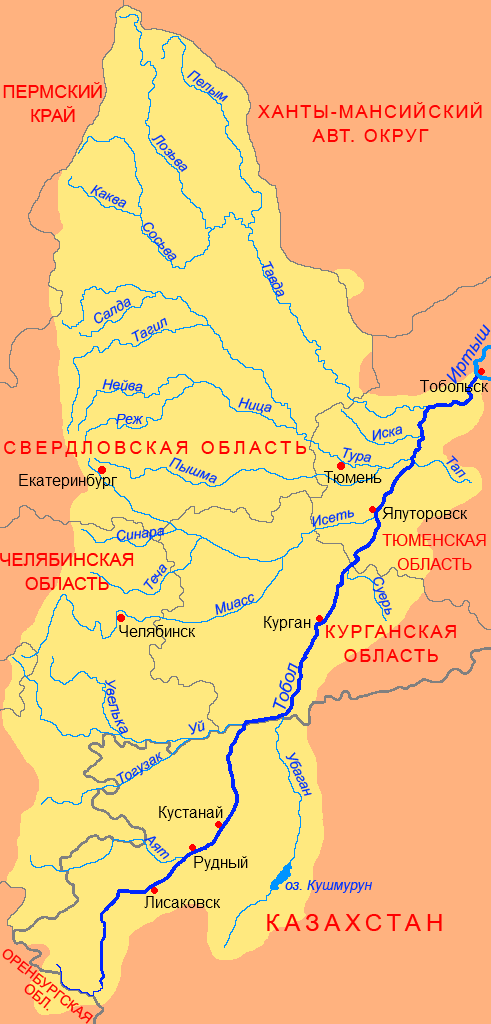
Бассейн Тобола

## Использование
В низовьях реки находится одно из крупнейших озёр Урала — Пелымский Туман, на его берегах государственный заказник: нерестилище рыб, место гнездования и остановок птиц редких видов. Ихтиофауна характерна для восточного склона Урала — щука, окунь, язь, чебак, налим, карась, линь, встречаются осетровые. Низовья реки входят в перечень водных путей России, но судоходство и сплав леса в настоящее время прекращены. Река популярна у туристов, рыболовов и охотников.

## Притоки
(расстояние от устья)
- 29 км: Кондинка
- 66 км: Малый Пелым
- 72 км: Поллуб
- 87 км: Летняя
- 109 км: Похманка
- 189 км: Полынья
- 205 км: Большая Войтья
- 214 км: Ушпол
- 220 км: Коутья
- 253 км: Тахтымья
- 261 км: Котылья
- 300 км: Большой Оус
- 300 км: Яныя
- 336 км: Нерпъя
- 364 км: без названия
- 390 км: Атымъя
- 393 км: без названия
- 406 км: Талым
- 410 км: Кершаль
- 432 км: Симсъя
- 438 км: Люлья
- 450 км: Яныгпаыхъя
- 452 км: Еръя
- 458 км: Анянъя
- 463 км: Портколынъя
- 486 км: Маньсоюмья
- 499 км: Ховтъя
- 502 км: Союмъя
- 511 км: Щёща (Щещья)
- 534 км: Лямъя
- 584 км: Талтъя
- 593 км: Посыръя
- 613 км: Ворник
- 624 км: без названия
- 643 км: Каквъя
- 666 км: Ахтасымполум (Каменный Пелым)
- 691 км: Саска

## Данные водного реестра
По данным государственного водного реестра России относится к Иртышскому бассейновому округу, водохозяйственный участок реки — Тавда от истока и до устья, без реки Сосьва от истока до водомерного поста у деревни Морозково, речной подбассейн реки — Тобол. Речной бассейн реки — Иртыш.